# Myrmica
Myrmica es un género de hormigas de la subfamilia Myrmicinae. Está muy extendida en todas las regiones templadas holárticas y la alta montaña en el sudeste asiático. El género se compone de alrededor de doscientas especies conocidas, y subespecies adicionales, si bien esta cifra no puede sino aumentar tan pronto como la fauna china y la fauna neártica sean revisadas. El género contiene una serie de especies inquilinos (comensales simbiontes), otras especies de Myrmica logran invadir el nido de su huésped. Posteriormente, utilizan hormonas para manipular la colonia de acogida de tal manera que los huevos de la reina huésped son obreras, y la cría de parásitos son individuos sexuados. Por lo tanto, el parásito no es capaz de sostener una colonia por sí misma, sino que utiliza los recursos de acogida en su lugar.

## Especies
- M. ademonia Bolton
- M. afghanica Radchenko & Elmes
- M. aimonissabaudiae Menozzi
- M. alaskensis Wheeler
- M. aldrichi
- M. aloba Forel
- M. americana Weber

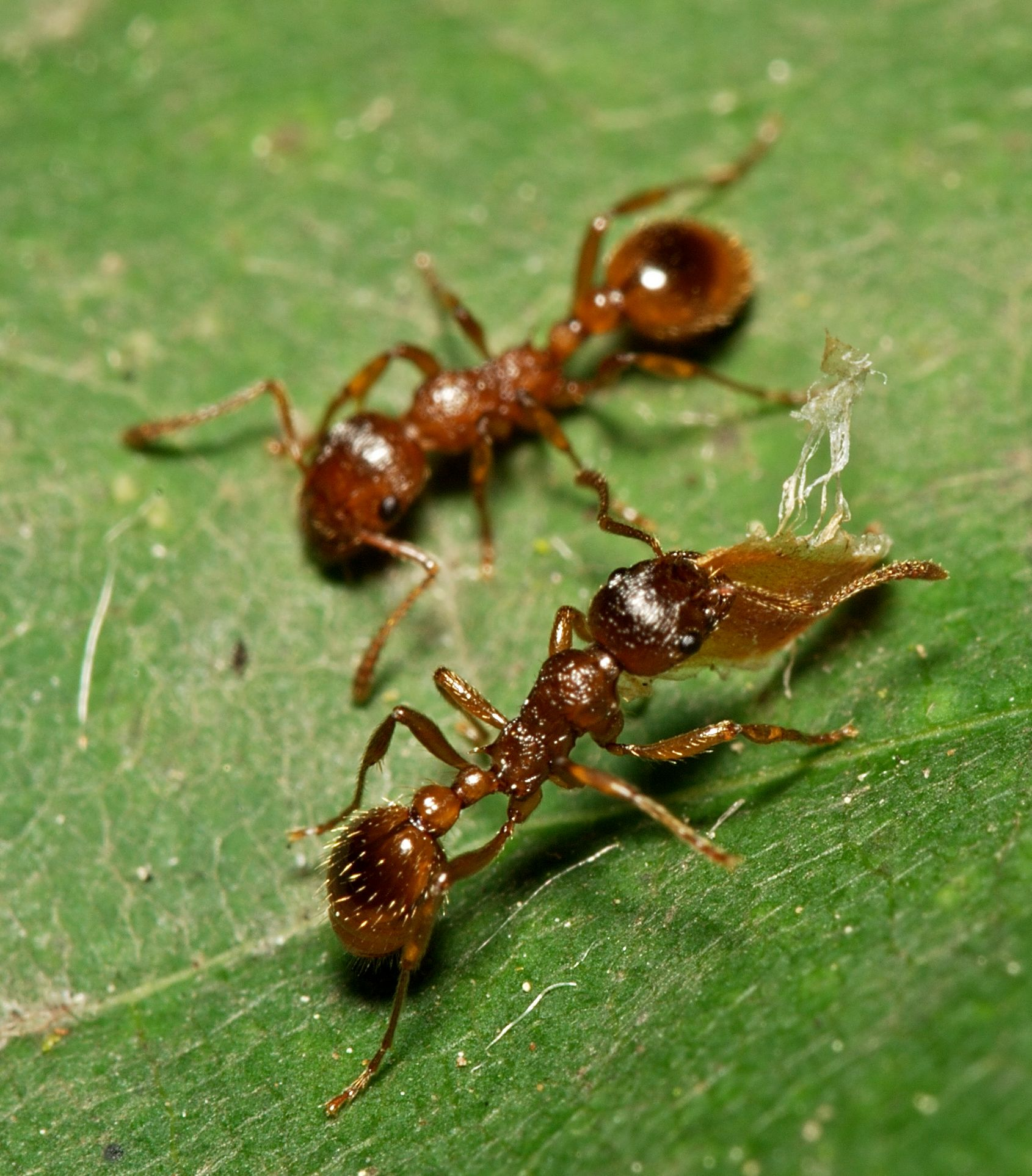
Myrmica sp. en Alemania

- M. anatolica Elmes Radchenko & Aktac
- M. angulata Radchenko, A.G., Zhou. S., & Elmes, G.W.
- M. angulinodis Ruzsky[3]
- M. arisana Wheeler
- M. arnoldii Dlussky
- M. atomaria Gerstaecker
- M. basalis Smith
- M. bergi Ruzsky
- M. bessarabica Nasonov
- M. bidens Förster
- M. bibikoffi Kutter
- M. boltoni Radchenko & Elmes
- M. brancuccii Radchenko & Elmes
- M. breviceps Smith, F.
- M. brevinodis Emery
- M. brevispinosa Wheeler
- M. cachmiriensis Forel
- M. cadusa Kim Park and Kim
- M. cagnianti Espadaler
- M. cariniceps Guérin-Méneville
- M. caucasicola Arnoldi
- M. chinensis Viehmeyer
- M. colax Cole
- M. collingwoodi Radchenko & Elmes
- M. commarginata Ruzsky
- M. contigue Smith
- M. cursor Smith, F.
- M. curvithorax Bondroit
- M. diluta Nylander
- M. dimidiata Say
- M. discontinua Weber
- M. displicentia Bolton
- M. divergens Karavaiev
- M. domestica Shuckard
- M. draco Radchenko, G.G., Zhou.S., Elmes, G.W.
- M. dshungarica Ruzsky
- M. eidmanni Menozzi
- M. emeryana Cole
- M. ereptrix Bolton
- M. excelsa Kupyanskaya
- M. exigua Buckley
- M. faniensis Boven, 1970
- M. ferganensis Finzi
- M. forcipata Karavaiev
- M. foreliana Radchenko & Elmes
- M. formosae Wheeler, W.M.
- M. fortior Forel
- M. fracticornis Forel
- M. fragilis Smith
- M. fuscula Nylander
- M. galbula Losana
- M. gallienii Bondroit
- M. gigantea Collingwood
- M. glaber Smith
- M. glacialis Emery
- M. glyciphila Smith
- M. gracillima Smith
- M. hamulata Weber
- M. hecate Weber
- M. hellenica Finzi
- M. helleri Viehmeyer
- M. hirsuta Elmes
- M. hyungokae Elmes, G.W., Radchenkoo, A.G., Kim, B.
- M. incompleta Provancher
- M. incurvata Collingwood
- M. indica Weber
- M. inezae Forel
- M. jennyae Elmes, Radchenko, & Aktac
- M. jessensis Forel
- M. juglandeti Arnoldi
- M. kabylica Cagniant
- M. kamtschatica Kupyanskaya
- M. karavajevi Arnoldi[4]
- M. kasczenkoi Ruzsky
- M. kirghisorum Arnoldi
- M. kollari Mayr
- M. koreana Elmes, G.W., Radchenkoo, A.G., Kim, B., 2001
- M. kotokui Forel
- M. kozlovi Ruzsky
- M. kryzhanovskii Arnoldi
- M. kurokii Forel
- M. lacustris Ruzsky
- M. laevigata Smith
- M. laevinodis Nylander
- M. laevissima Smith
- M. lampra Francoeur, 1968
- M. latifrons Starcke
- M. lobicornis Nylander
- M. lobifrons Pergande
- M. lonae Finzi
- M. longiscapus Curtis
- M. lampra Francoeur
- M. laurae Emery
- M. lemasnei Bernard
- M. luctuosa Smith,F.
- M. luteola Kupyanskaya
- M. magniceps
- M. margaritae Emery
- M. martensi Radchenko & Elmes
- M. mellea Smith
- M. mexicana Wheeler, W.M.
- M. microrubra Seifert
- M. minkii Förster
- M. minuta Ruzsky
- M. mirabile Elmes & Radchenko
- M. mirabilis Elmes & Radchenko
- M. modesta Smith
- M. molesta
- M. molifaciens
- M. monticola Creighton
- M. myrmicoxena Forel
- M. nearctica Weber
- M. nitida Radchenko
- M. ominosa Gerstaecker
- M. ordinaria Radchenko
- M. orthostyla Arnol’di
- M. pachei Forel
- M. parallela Smith
- M. pellucida Smith
- M. pelops Seifert
- M. petita Radchenko
- M. pharaonis
- M. pinetorum Wheeler
- M. pisarskii Radchenko
- M. punctiventris Roger
- M. quebecensis Francoeur
- M. ravasinii Finzi
- M. reticulata Smith
- M. rhytida Radchenko
- M. rigatoi Radchenko & Elmes
- M. ritae Emery
- M. rubra Linnaeus
- M. ruginodis Nylander
- M. rugiventris Smith
- M. rugosa Mayr
- M. rugulosa Nylander
- M. rugulososcabrinodis Karawajew
- M. rupestris Forel
- M. sabuleti Meinert
- M. salina Ruzsky
- M. samnitica Mei
- M. saposhnikovi Ruzsky
- M. scabrinodis Nylander
- M. schencki Emery
- M. seminigra Cresson
- M. serica Wheeler, W.M
- M. silvestrii Wheeler, W.M
- M. sinensis Radchenko, A.G., Zhou,S., Elmes, G.W.
- M. sinica Wu & Wang
- M. smythiesii Forel
- M. spatulata Smith
- M. specioides Bondroit
- M. stangeana Ruzsky
- M. striatula Nylander
- M. striolagaster Cole
- M. sulcinodis Nylander
- M. suspiciosa Smith
- M. symbiotica Menozzi
- M. taediosa Bolton
- M. tahoensis Wheeler
- M. taibaiensis Wei, Zhou & Liu, 2001
- M. tamarae ElmesRadchenko & Aktac
- M. tenuispina Ruzsky
- M. tibetana Mayr
- M. titanica Radchenko
- M. transsibirica Radchenko
- M. trinodis Losana
- M. tschekanovskii Radchenko
- M. tulinae Elmes, Radchenko, & Aktac
- M. turcica Santschi
- M. unifasciata Bostock
- M. urbanii Radchenko
- M. vandeli Bondroit
- M. vastator Smith
- M. vexator Smith
- M. villosa Radchenko & Elmes
- M. vittata Radchenko & Elmes
- M. wardi Radchenko
- M. wesmaeli Bondroit
- M. wheeleri Weber
- M. whymperi Forel
- M. williamsi Radchenko
- M. winterae (Kutter, 1973)
- M. wittmeri Radchenko
- M. yamanei Radchenko
- M. yoshiokai Weber
- M. zojae Radchenko